# Monhystera annulifera
Monhystera annulifera is een rondwormensoort uit de familie van de Monhysteridae. De wetenschappelijke naam van de soort is voor het eerst geldig gepubliceerd in 1905 door Daday.